# Степанов, Валерий Леонидович
Вале́рий Леони́дович Степа́нов (род. 27 февраля 1957, г. Электросталь Московская область) — российский историк, доктор исторических наук, главный научный сотрудник Института экономики РАН, главный редактор журнала «Современная наука: актуальные проблемы теории и практики. Серия: Гуманитарные науки».

## Биография
В 1964—1974 годах учился в средней школе № 15 г. Электростали Московской области. В 1975—1977 годах служил в Советской Армии (Группа советских войск в Германии, Лейпциг). С ноября 1978 по июнь 1979 года слушатель подготовительного отделения, а с сентября 1979 по июнь 1984 года — студент исторического факультета МГУ им. М. В. Ломоносова, специализировался на кафедре истории СССР периода капитализма (с 1992 — кафедра истории России XIX века — начала XX века), окончил факультет с отличием. В 1984—1987 годах аспирант исторического факультета МГУ им. М. В. Ломоносова, научный руководитель — профессор Л. Г. Захарова. В 1988 году в диссертационном совете исторического факультета МГУ им. М. В. Ломоносова защитил диссертацию на соискание учёной степени кандидата исторических наук на тему «Н. Х. Бунге. Взгляды и деятельность: (К вопросу о социально-экономической политике самодержавия во второй половине XIX в.)». В 1988—2007 годах работал в Институте российской истории РАН на должностях младшего научного сотрудника, научного сотрудника, старшего научного сотрудника. В 1999 году в диссертационном совете Института российской истории РАН защитил диссертацию на соискание учёной степени доктора исторических наук на тему «Социально-экономические реформы Н. Х. Бунге». С 2008 года — ведущий научный сотрудник, с 2025 года — главный научный сотрудник Института экономики РАН (Центр методологических и историко-экономических исследований), член секционного Ученого совета «Теоретическая экономика» и Совета 24.1.156.03 по защите докторских и кандидатских диссертаций по специальности 5.2.1 — Экономическая теория.

## Научно-педагогическая деятельность
Сфера научных интересов — экономическая история России, экономическая политика, экономические реформы, история экономической мысли, либеральные и консервативные экономические идеи. Много работает в биографическом жанре, автор исторических портретов видных государственных деятелей Российской империи второй половины XIX века — М. Х. Рейтерна, В. А. Татаринова, Н. Х. Бунге, И. А. Вышнеградского, Д. М. Сольского, Д. А. Толстого.
Неоднократно получал гранты на проведение научных исследований от российских и зарубежных фондов: Московского общественного научного фонда, Российского гуманитарного научного фонда, Российского фонда фундаментальных исследований, Российского научного фонда, Open Society Institute, Volkswagen-Stiftung, DAAD-Stiftung, DFG-Stiftung, Max-Planck-Institut für europäische Rechtsgeschichte, American Council of Learned Societies.
Выезжал на научные стажировки в Германию в университеты Марбурга (1991, 1994, 2000 гг.) и Тюбингена (1999 г.), в Институт истории европейского права им. Макса Планка во Франкфурте на Майне (1995, 1996, 2002, 2005 гг.). Принимал участие во многих конференциях в России и за рубежом (Германии, Франции, Болгарии, Венгрии, Польше, Сербии). Один из авторов целого ряда энциклопедических изданий: «Отечественная история», «Немцы России», «Общественная мысль России XVIII — начала XX века», «Большая российская энциклопедия», «Экономическая история России с древнейших времен до 1917 г.», «Российский либерализм середины XVIII — начала XX века», «Русский консерватизм середины XVIII — начала XX века», «На изломе эпох: вклад С. Ю. Витте в развитие российской государственности», «Российская историческая энциклопедия».
Член редколлегий журнала «Russian Studies in History», ежегодника «История мировой экономики» (Институт экономики РАН), член Учёного совета Восточного Гуманитарного Ежегодника («Wschodni Rocznik Humanstyczny», Польша). Состоит в Международной ассоциации гуманитариев и Ассоциации исследователей истории торговли, купечества и таможенного дела. В 2007—2010 годах по совместительству занимал должность доцента факультета гуманитарных и социальных наук Российского университета дружбы народов (Москва). В 2006—2007 годах председатель Государственной экзаменационной комиссии исторического факультета Петрозаводского государственного университета. В декабре 2007 года прочел специальный курс лекций «Финансово-экономическая политика российского правительства во второй половине XIX — начале XX в.» в Цзилиньском университете (Чанчунь, КНР).

## Труды

### Монографии
- Н. Х. Бунге: судьба реформатора. — M.: РОССПЭН, 1998. — 398 c. (Рецензии: Отечественная история. 1999. № 1; Вопросы истории. 1999. № 3; Вопросы экономики. 1999. № 9; The Russian Review. 1999. Vol. 58. № 2; Jahrbücher für Geschichte Osteuropas. 2000. Bd. 48. H. 2; Cahiers du monde Russe. 2002. 43/1; и др.).
- История денежного обращения России: в 2 т. Т. I: Деньги России с древнейших времён до наших дней. [В соавторстве с Ю. П. Бокарёвым, В. А. Кучкиным и др.]. — М.: ИнтерКрим-пресс, 2011. — 504 с.
- Центр и регионы: экономическая политика правительства на окраинах Российской империи (1894—1917). [В соавторстве с М. В. Ходяковым, А. А. Ивановым, А. Э. Котовым и др.]. — СПб.: Издательство СПбГУ, 2020. — 660 с.

### Главы в коллективных монографиях
- От крушения системы Канкрина к новой реформе // Русский рубль: два века истории: XIX—XX вв. М.: Прогресс-Академия, 1994. С. 62—114.

### Избранные статьи
на русском языке
- Обсуждение первых фабричных законов Российской империи в столичной печати // Российская история. 2024. № 5. С. 52—75.
- Таможенная охрана отечественной промышленности в трудах и политике Н. Х. Бунге // Вопросы теоретической экономики. 2024. № 3. С. 216—224.
- Денежная реформа 1997—1998 гг. в ретроспективе // Вопросы теоретической экономики. 2023. № 4. С. 174—181.
- Министр финансов И. А. Вышнеградский и голод 1891—1892 гг. // Российская история. 2023. № 5. С. 47—69.
- Денежная реформа 1993 г. в мемуаристике и научной литературе // Вопросы теоретической экономики. 2023. № 3. С. 147—156.
- Питейный вопрос в России на страницах изданий Михаила Каткова // Вестник Санкт-Петербургского университета. История. 2022. Т. 67. № 4. С. 1101—1117.
- Премьер-министр В. С. Павлов и денежная реформа 1991 г.: оценки и суждения // Вопросы теоретической экономики. 2022. № 4. С. 164—176.
- Финансисты и генералы: дискуссии о военных расходах в правящих кругах Российской империи (1860-е — начало 1890-х гг.) // Российская история. 2022. № 3. С. 41—65.
- Денежная реформа 1961 г. в отечественной историографии // Вестник Института экономики Российской академии наук. 2021. № 4. С. 7—23.
- Государство или частный капитал? Дискуссии в печати о реформировании железнодорожного хозяйства России в середине 1870-х — начале 1890-х гг. // Российская история. 2021. № 3. С. 51—69.
- А. Д. Нечволодов: критика денежной реформы С. Ю. Витте и апология номинализма // Вопросы теоретической экономики. 2020. № 4. С. 141—150.
- Правительственные меры по возрождению бакинских нефтепромыслов в 1905—1907 гг. // Российская история. 2020. № 5. С. 92—107.
- М. Н. Катков о проблемах таможенной политики в России: фритредерство или протекционизм? // Вопросы теоретической экономики. 2020. № 3. С. 116—129.
- Казённое нефтяное хозяйство в России: варианты, проекты, дискуссии (1913—1917) // Уральский исторический вестник. 2020. № 1. С. 37—44.
- Н. Я. Данилевский о задачах экономической политики в пореформенной России // Современная наука: актуальные проблемы теории и практики. Серия: Гуманитарные науки. 2019. № 11/2. С. 44—48.
- Нефтяная промышленность Северного Кавказа в правительственной политике конца XIX — начала XX в. // Российская история. 2019. № 6. С. 127—147.
- Идеи немецкой исторической школы в России (вторая половина XIX в.) // Вопросы теоретической экономики. 2019. № 2. С. 162—173.
- Государственное регулирование кавказской нефтяной промышленности в годы Первой мировой войны (1914 — февраль 1917 г.) // Современная наука: актуальные проблемы теории и практики. Серия: Гуманитарные науки. 2018. № 12. С. 63—68.
- Нефтяная политика С. Ю. Витте в Закавказье (1892—1903 гг.) // Вопросы теоретической экономики. 2018. № 2. С. 136—145.
- Граф Д. М. Сольский — путь либерального бюрократа // Российская история. 2018. № 1. С. 119—142.
- С. Ю. Витте — наследник Н. Х. Бунге и И. А. Вышнеградского // Современная наука: актуальные проблемы теории и практики. Серия: Гуманитарные науки. 2017. № 10. С. 38—42.
- В. А. Татаринов и финансовые реформы в Российской империи // Финансы и бизнес. 2016. № 2. С. 109—118.
- Цена победы: Русско-турецкая война 1877—1878 гг. и экономика России // Российская история. 2015. № 6. С. 99—119.
- И. А. Вышнеградский и С. Ю. Витте: партнёры и конкуренты // Российская история. 2014. № 6. С. 39—60.
- Политика финансового ведомства России по крестьянскому вопросу в конце XIX — начале XX в. // Современная наука: актуальные проблемы теории и практики. Серия: Гуманитарные науки. 2013. № 1/2. С. 70—75.
- Министр финансов М. Х. Рейтерн и Александр II: история отношений и сотрудничества // Александр II. Трагедия реформатора: люди в судьбах реформ, реформы в судьбах людей: сборник статей. СПб.: Издательство Европейского университета в Санкт-Петербурге, 2012. С. 70—83.
- Крымская война и экономика России // The Crimean War. 1853—1856. Colonial Skirmish or Rehearsal for World War? Empires, Nations, and Individuals / Edited by Jerzy W. Borejsza. Warszawa: Wydawnictwo Neriton; Institut Historii PAN, 2011. P. 275—298.
- Российская дореволюционная бюрократия: основные этапы и тенденции развития (XVII — начало XX в.) // Гражданское общество: зарубежный опыт и российская практика / под ред. А. Е. Лебедева и А. Я. Рубинштейна. СПб.: Алетейя, 2011. С. 313—346.
- Самодержец на распутье: Николай II между К. П. Победоносцевым и Н. Х. Бунге // Власть, общество и реформы в России в XIX — начале XX века: исследования, историография, источники. СПб.: Нестор-История, 2009. С. 145—168.
- Либерально-экономический «эксперимент» в России (вторая половина 1850-х — первая половина 1870-х гг.) // Пётр Андреевич Зайончковский: сборник статей и воспоминаний к столетию историка. М.: РОССПЭН, 2008. С. 491—512.
- Дмитрий Алексеевич Милютин // Российский либерализм: идеи и люди. М.: Новое издательство, 2007. С. 218—228.
- Е. Ф. Канкрин и развитие горного дела в России // Отечественная история. 2006. № 6. С. 41—60.
- Профессора во главе Министерства финансов: власть и интеллект в императорской России // Отечественная история. 2005. №. 4. С. 61—68.
- Контрольно-финансовые мероприятия на частных железных дорогах России (конец XIX — начало XX в. // Экономическая история. Ежегодник 2004. М.: РОССПЭН, 2004. С. 25—94.
- Предпосылки денежной реформы С. Ю. Витте: политика министра финансов И. А. Вышнеградского (1887—1892) // Отечественная история. 2004. № 5. С. 49—69.
- «Национальная» экономика в России: Консервативная утопия или реальная цель? // Отечественная история. 2001. № 3. С. 121—124.
- Aльтернатива аграрной политике правительства в царствование Александра III // П. А. Зайончковский (1904—1983 гг.): статьи, публикации и воспоминания o нем. M.: РОССПЭН, 1998. С. 265—272.
- Дмитрий Андреевич Толстой // Российские консерваторы. M.: Русский мир, 1997. С. 234—286.
- Социальное законодательство О. фон Бисмарка и законы о страховании рабочих в России // Отечественная история. 1997. № 2. С. 59—73
- Kрестьянская реформа 1861 г. в историографии ФРГ // Россия в XIX—XX вв.: взгляд зарубежных историков. M.: Наука, 1996. С. 138—180.
- Михаил Христофорович Рейтерн // Российские реформаторы. XIX — начало XX вв. М.: Международные отношения, 1995. С. 146—182.
- Николай Христианович Бунге // Российские реформаторы. XIX — начало XX вв. М.: Международные отношения, 1995. С. 183—220.

- Государственная власть и община во второй половине XIX — начале XX в. // Система государственного феодализма в России. Сборник статей. М.: Институт российской истории РАН, 1994. С. 369—391.
- Михаил Христофорович Рейтерн // Отечественная история. 1994. № 6. С. 33-50.
- Проект административных реформ Н. Х. Бунге в «Загробных заметках» // Annali sezione storico-politico-sociale. XI—XII. 1989—1990. Convegno italo-russo «Constituzioni e riforme amministrative in Russia e in Europa occidentale nel secolo XIX». Mosca, 6—7 aprile 1994. Napoli, 1994. С. 191—195.
- Иван Алексеевич Вышнеградский // Oтечественная история. 1993. № 4. С. 99—115.
- Николай Христианович Бунге // История СССР. 1991. № 1. С. 120—133.
- Рабочий вопрос в социально-экономических воззрениях Н. Х. Бунге // Вестник МГУ. Серия 8: История. 1987. № 3. С. 17—26.

на иностранных языках
- Financiers and Generals: Debates about Military Spending in the Ruling Circles of the Russian Empire (1860s — Early 1890s) // Herald o the Russian Academy of Sciencts. 2022. Vol. 92. Suppl. 8. P. 713—728.
- Zaferin Bedeli: 1877—1878 Rus-Türk Savaşi ve Rusya' nin Ekonomisi // Harp Tarihi Dergisi. Say1 3. Haziran 2021. S. 167—208.
- The Russo-Turkish War: 1877—1878: Guest Editor’s Introduction // Russian Studies in History. 2018. Vol. 57. No. 3: The Russo-Turkish War of 1877—1878: 140th Anniversary / Guest Editor: Valerii L. Stepanov. P. 181—184.
- The Price of Victory: The Russo-Turkish War of 1877-78 and the Russian Economy // Russian Studies in History. 2018. Vol. 57. No. 3: The Russo-Turkish War of 1877-78: 140th Anniversary / Guest Editor: Valerii L. Stepanov. P. 245—274.
- The Russian Army in 1917: The Officer Corps and High Command Face Revolution: Guest Editor’s Introduction // Russian Studies in History. 2017. Vol. 56. No. 3: The Russian Army and Revolution 1917 / Guest Editor: V.L. Stepanov. Р. 141—144.
- И.А.维什涅格拉德茨基与 и С.Ю.维特：合作伙伴与竞争对手 (И. А. Вышнеградский и С. Ю. Витте: партнеры и конкуренты) // 吉林大学社会科学学报 (Вестник социальных наук Цзилиньского университета). 2017. № 3. 页. 177—184.
- Guest Editor’s Introduction // Russian Studies in History. 2015. Vol. 54. No. 3: Sergei Witte: A Century after his Death / Guest Editor: Valerii L. Stepanov. P. 183—186.
- I.A. Vyshnegradsky and S.Iu. Witte: Partners and Competitors // Russian Studies in History. 2015. Vol. 54. No. 3: Sergei Witte: A Century after his Death / Guest Editor Valerii L. Stepanov. P. 210—237.
- Foreword: Guest Editor’s Introduction // Russian Studies in History. 2015. Vol. 54. No. 2: The Stock Echange in Tsarist Russia / Guest Editor: Valerii L. Stepanov. Р. 91-94.
- Foreword:: Guest Editor’s Introduction // Russian Studies in History. 2015. Vol. 53. No. 4: The Corps of Governors in Late Imperial Russia / Guest Editor: Valerii L. Stepanov. Р. 3—6.
- Ministerstwo Finansów Imperium Rosyjskiego w epoce Michaiła Christoforowicza Rejterna (1862—1878) // Dzieje biurokracji. Tom V. / red. A. Gaca, A. Górak, Z. Naworski. Lublin; Toruń; Włocławek, 2013. S. 425—438.
- The Crimean War and the Russian Economy // Russian Studies in History. 2012. Vol. 51. No. 1: The Russian Empire and the Crimean War: Conceptualizing Experience and Exploring New Approaches / Guest Editor: Igor' A. Khristoforov. P. 7— 34.
- An Аutocrat an the Crossroads: Nicholas II Between Pobedonostsev and Bunge // Russian Studies in History. 2012. Vol. 50. No. 4: The Last Autocrat. Reassessing Nicholas II / Guest Editor: Andrei V. Tereshchuk. P. 7—32.
- Industrial Development in the Urals: Guest Editor’s Introduction // Russian Studies in History. 2011. Vol. 50. No. 2: Industrial Development in the Urals / Guest Editor: Valerii. L. Stepanov. P. 3—7.
- Przedrewolucyjna biurokracja rosyjska — zasadnicze etapy i tendencje rozwoju (XVII — poscątek xx wieku) // Dzieje biurokracji / pod red. Artura Góraka, Krzystofa Latawca i Dariusza Magiera. T. IV. Lublin; Siedlce, 2011. S. 41—62.
- Revisiting Russian Conservatism: Guest Editor’s Introduction // Russian Studies in History. 2009. Vol. 48. No. 2: Revisiting Russian Conservatism / Guest Editor Valerii .L. Stepanov. P. 3—7.
- E.F. Kankrin and the Development of Mining and Metallurgy in Russia // Russian Studies in History. 2008. Vol. 47. No. 3: Statist Industrialization and Economic Autarky / Guest Editor: Larisa G. Zakharova. P. 7—37.
- Laying the Groundwork for Sergei Witte’s monetary Reform: the Policy of finance Minister I.A. Vyshnegradskii (1887—1892) // Russian Studies in History. 2008. Vol. 47. No. 3: Statist Industrialization and Economic Autarky / Guest Editor: Larisa G. Zakharova. P. 38—70.
- The Social Legislation of Otto von Bismarck and Worker Insurance Law in Russia // Russian Studies in History. 2008. Vol. 47. No. 3: Statist Industrialization and Economic Autarky / Guest Editor: Larisa G. Zakharova. P. 71—95.
- The opening up of the European North in the plans of the Russian government — the problem of communications (the late 19th — early 20th century) // Cross-Cultural Communication and Ethnic Identities: Proceedings II from the conference Regional Northern Identity: From Past to Future at Petrozavodsk State University. Petrozavodsk 2006 / Eds. Lars Elenius & Christer Karlsson // Studies in Northern European Histories 5. Luleå: Luleå University of Technology, 2007. P. 333—343.
- Finance Ministry Policy in the 1880s- and the unrealized Potential for economic Modernization in Russia // Russian Studies in History. 2004. Vol. 42. No. 4: Russian Reformers Reconsidered in the Light of the Fall of Communism / Guest Editor: Roberta T. Manning. P. 14—21.
- Die Sozialgezetzgebung Otto von Bismarcks und die russischen Arbeiterversicherungsgesetze // Reformen im Russland des 19. und 20. Jahrhunderts: Westliche Modelle und russische Erfahrungen. Frankfurt am Main: Klostermann, 1996. S. 109—138.
- Mikhail Khristoforovich Reutern // Russian Studies in History. 1996. Vol. 35. No. 2: Three Ministers of Finance in Postreform Russia / Guest Editor: Larisa G. Zakharova. P. 8—41.
- Nikolai Khristianovich Bunge // Russian Studies in History. 1996. Vol. 35. No. 2: Three Ministers of Finance in Postreform Russia / Guest Editor: Larisa G. Zakharova. P. 42—72.
- Ivan Alekseevich Vyshnegradskii // Russian Studies in History. 1996. Vol. 35. No. 2: Three Ministers of Finance in Postreform Russia / Guest Editor: Larisa G. Zakharova. P. 73—103.

### Публикации архивных документов
- «Соображение об экономическом и финансовом положении государства». Записка управляющего Министерством финансов Ф. Г. Тёрнера императору Александру III. 1892 г. // Исторический архив. 2017. № 1. С. 158—179.
- Записка генерал-майора Е. В. Богдановича в Верховную распорядительную комиссию // Российский архив. Т. XIV. М.: Российский фонд культуры, 2005. С. 425—450.
- Из документов по еврейскому вопросу // Российский архив. Т. XIV. М.: Российский фонд культуры, 2005. С. 643—654.
- Письмо А. А. Абазы к императору Александру II // Российский архив. Т. XIV. М.: Российский фонд культуры, 2005. С. 450—453.
- Из донесений военного атташе В. В. Муравьёва-Амурского // Российский архив. Т. IX. М.: Российский фонд культуры, 1999. С. 410—415.
- Письма императора Александра III к наследнику цесаревичу великому князю Николаю Александровичу // Российский архив. Т. IX. М.: Российский фонд культуры, 1999. С. 213—250.
- Служебная записка П. М. фон Кауфмана // Российский архив. Т. IX. М.: Российский фонд культуры, 1999. С. 306—322.
- Всеподданнейший доклад министра внутренних дел кн. П. Д. Святополк-Мирского 24 ноября 1904 г. // Река времён. Кн. 5. М.: Эллис Лак; Река времён, 1996. C. 216—262.
- Рейтерн М. Х. Докладные записки о финансовом положении России, представленные великому князю Константину Николаевичу // Река времён. Кн. 5. М.: Эллис Лак; Река времён, 1996. С. 174—198.
- Бунге Н. Х. Загробные заметки // Река времён. Кн. 1. М.: Эллис Лак; Река времён, 1995. С. 198—254.
- Вышнеградский И. А. О задачах финансовых учреждений в деле устранения дефицита в государственном бюджете (1886 г.) // Река времён. Кн. 1. М.: Эллис Лак; Река времён, 1995. С. 190—197.
- «Дело идёт об уважении к правительству»: записка министра финансов Н. Х. Бунге императору Александру III. 1886 г. // Исторический архив. 1995. № 5/6. С. 205—210.
- «Отнять у крамолы материальную и нравственную силу» [Записки гр. Н. П. Игнатьева на имя министра внутренних дел гр. М. Т. Лорис-Меликова (март 1881 г.)] // Источник. 1995. № 2. С. 4-15.
- «Нанёс удар саблею» [Письмо князя В. А. Барятинского Александру III от 2 мая 1891 г.] // Источник. 1994. № 6. С. 22—26.
- «Зло исчезнет, как только во всем величии выступит Россия» [Всеподданнейшая записка М. Н. Каткова на имя Александра III от 11 мая 1887 г.] // Источник. 1994. № 5. С. 4—11.
- «События не ждут, а мы более чем не готовы» [Всеподданнейшая записка великого князя Николая Николаевича Младшего на имя Николая II от 25 декабря 1907 г.] // Источник. 1994. № 2. С. 4—11.
- «Изверился русский народ в своём начальстве…» [Записка потомственного дворянина П. А. Кашкарова на имя цесаревича Александра Александровича (1878—1879 г.)] // Источник. 1994. № 1. С. 42—50.
- Убийство Столыпина глазами незнакомки // Родина. 1993. № 5/6. С. 59.
- «Репрессивные меры бессильны» [Записка князя П. П. Демидова Сан-Донато, представленная в правительственную комиссию по еврейскому вопросу в апреле 1883 г.] // Источник. 1993. № 5/6. С. 119—122.
- «На штык можно опереться, на него нельзя сесть» [Документы по еврейскому вопросу (1882—1890 гг.)] // Источник. 1993. № 3. С. 54—71.
- «Вы должны царствовать самодержавно…» [Всеподданнейшая записка генерала А. А. Киреева на имя Николая II от 4 июня 1907 г.] // Источник. 1993. № 2. С. 19—22.
- «Буду свято исполнять свой долг» [Переписка наследника престола, великого князя Александра Александровича с великим князем Николаем Николаевичем Старшим в 1877—1878 гг.] // Источник. 1993. № 1. С. 39—50.
- «Дабы успокоить умы, возбудить интересы…» [Всеподданнейшая записка генерал-адъютанта О. Б. Рихтера на имя Александра III от 26 марта 1883 г.] // Источник. 1993. № 1. С. 35—38.